# اشلکام
اشلکام (به آلمانی: Eschlkam) یک شهر در آلمان است که در شام واقع شده‌ است.

## خواهرخوانده
شهرهای کدینی و وشروبی خواهرخوانده‌های اشلکام هستند.